# Illice subrufa
Illice subrufa är en fjärilsart som beskrevs av Bao-kun Zhang och Mcd. 1913. Illice subrufa ingår i släktet Illice och familjen björnspinnare. Inga underarter finns listade i Catalogue of Life.